# 因幡の源左
因幡の源左（いなばのげんざ、1842年（天保13年）4月18日 - 1930年（昭和5年）2月20日）は、浄土真宗の教えを日常に体現した妙好人の一人とされ、鳥取県（因幡国）青谷町（現在は鳥取市に編入）に在住した農民である。幼名は源左衛門、明治の苗字許可令以降は足利源左（本籍名は足利喜三郎）と名乗った。

## 略歴
江戸時代後期の天保に生まれ、18歳の頃、父親と死別する際に、遺言で「おらが死んだら、親様をたのめ」といわれ、寺に参り法話を聴聞し始める。ある日、山へ牛とともに草刈に出かけ、五束の草を刈り取って、四束を牛に担がせて一束を自分で担いで帰ろうとしていたが、重くなってその一束も牛に担がせたとき、阿弥陀仏にすべてを任せると良いのだということに気づき、信心をいただいたという。
その人生は父親が亡くなった後も苦難が多く、息子二人が精神的に弱かったり、火災にあったりしたが、それらを苦にすることもなく、飄々とした人生を歩んだ。源左が著名になったのは、強盗が集金した金を盗ろうとした時、延々と諭しながら歩き、ついに盗れなかったことを警察で話した、その話題が新聞に載ったことからであった。後年納税の推進や祖父母の養育などで緑綬褒章を受けている。その言行は、浄土真宗の法味に富み、のちに聞書が多数出版されていった。
ある日、突然の雨にあって帰り、住職に「えらいめにあったのお」と言われて、「鼻が下に向いて付いているでありがたい」と言ったと言う。
源左の口癖は「ようこそようこそ　さてもさても」というものであったという。その意味は、この私をたすけるとよくぞ誓ってくださった、さてもありがたい、というほどのもの。手次の寺（真宗での檀家寺）は、鳥取市青谷町の浄土真宗本願寺派願正寺。
1930年（昭和5年）2月20日没、享年89。